# Bernard Bretaud
Bernard Bretaud est un athlète français, né aux Essarts le 17 août 1967 et mort le 18 octobre 2021, adepte de la course d'ultrafond et champion de France des 100 km en 2007. Il détient également un titre de champion d'Europe des 100 km par équipes en 2010 et un titre de vice-champion du monde des 100 km par équipes en 2008.

## Biographie
Bernard Bretaud est champion de France aux 100 km de Vendée en 2007. Il détient également un titre de champion d'Europe des 100 km par équipes à Gibraltar en 2010, un titre de vice-champion du monde des 100 km par équipes à Tarquinia en 2008 et quatre titres de vice-champion d'Europe des 100 km par équipes en 2005, 2007, 2008 et 2009,,.
Bernard Bretaud meurt des suites d'une longue maladie le 18 octobre 2021.

## Records personnels
Statistiques de Bernard Bretaud d'après la Fédération française d'athlétisme (FFA) et la Deutsche Ultramarathon-Vereinigung (DUV) :
- Semi-marathon : 1 h 51 min 10 s en 2007
- Marathon : 2 h 27 min 31 s au marathon de Nantes en 2000[7],[8]
- 50 km route : 3 h 6 min 39 s aux 50 km du Périgord Noir à Belvès en 2003
- 100 km route : 6 h 50 min 2 s aux 100 km de Vendée en 2001